# Talgo (Renfe)
A Talgo egy vonatnem Spanyolországban. Nevét onnan kapta, hogy ezek a járatok a Talgo spanyol járműgyártó szerelvényeiből vannak kiállítva.

## Szolgáltatások

### Jelenlegi szolgáltatások
2019-ben Talgo járatok az alábbi útvonalakon közlekednek:
| Név                 | Kiindulási állomás            | Útvonal | Útvonal | Végállomás        |
| ------------------- | ----------------------------- | --- | --- | ----------------- |
| Talgo               | Madrid-Chamartín              | Madrid-Atocha Cercanías · Alcázar de San Juan · Manzanares · Valdepeñas · Vilches · Linares-Baeza · Jódar-Úbeda · Cabra del Santo Cristo y Alicún · Moreda · Guadix · Fiñana · Gádor | Madrid-Atocha Cercanías · Alcázar de San Juan · Manzanares · Valdepeñas · Vilches · Linares-Baeza · Jódar-Úbeda · Cabra del Santo Cristo y Alicún · Moreda · Guadix · Fiñana · Gádor | Almería           |
| Talgo               | Madrid-Chamartín              | Madrid-Atocha Cercanías · Leganés · Talavera de la Reina · Navalmoral de la Mata · Monfragüe · Cáceres · Mérida | Madrid-Atocha Cercanías · Leganés · Talavera de la Reina · Navalmoral de la Mata · Monfragüe · Cáceres · Mérida | Badajoz           |
| Talgo Torre del Oro | Barcelona-Estación de Francia | Barcelona · Vilanova i la Geltrú · Tarragona · Salou · L'Aldea · Vinarós· Benicarló · Castelló de la Plana · València · Xàtiva · Albacete · Villarrobledo · Socuéllamos · Alcázar de San Juan · Manzanares · Valdepeñas · Vilches · Linares · Espeluy · Andújar · Córdoba                           | Barcelona · Vilanova i la Geltrú · Tarragona · Salou · L'Aldea · Vinarós· Benicarló · Castelló de la Plana · València · Xàtiva · Albacete · Villarrobledo · Socuéllamos · Alcázar de San Juan · Manzanares · Valdepeñas · Vilches · Linares · Espeluy · Andújar · Córdoba                           | Sevilla           |
| Talgo Mare Nostrum  | Barcelona-Sants               | Tarragona · Salou · L'Aldea-Amposta-Tortosa · Tortosa · Vinaroz · Benicarló-Peñiscola · Benicàssim · Castellón de la Plana · Valencia-Nord · Xátiva · Villena · Elda-Petrer · Alicante/Alicante-Terminal · Elche Parque · Orihuela Miguel Hernández · Murcia del Carmen · Alhama de Murcia · Totana | Tarragona · Salou · L'Aldea-Amposta-Tortosa · Tortosa · Vinaroz · Benicarló-Peñiscola · Benicàssim · Castellón de la Plana · Valencia-Nord · Xátiva · Villena · Elda-Petrer · Alicante/Alicante-Terminal · Elche Parque · Orihuela Miguel Hernández · Murcia del Carmen · Alhama de Murcia · Totana | Lorca-Sutullena   |
| Talgo               | Barcelona-Sants               | Tarragona · Salou · Cambrils · L'Aldea-Amposta-Tortosa · Tortosa · Vinaroz · Benicarló-Peníscola · Oropesa del Mar · Benicàssim · Castellón de la Plana · Sagunto · València-Nord · Játiva · Villena · Elda-Petrel · Alicante/Alicante-Terminal · Elche Parque · Orihuela                           | Tarragona · Salou · Cambrils · L'Aldea-Amposta-Tortosa · Tortosa · Vinaroz · Benicarló-Peníscola · Oropesa del Mar · Benicàssim · Castellón de la Plana · Sagunto · València-Nord · Játiva · Villena · Elda-Petrel · Alicante/Alicante-Terminal · Elche Parque · Orihuela                           | Murcia-Del Carmen |
| Talgo Mare Nostrum  | Barcelona-Sants               | Tarragona · Salou · L'Aldea-Amposta-Tortosa · Tortosa · Vinaroz · Benicarló-Peñiscola · Benicàssim · Castellón de la Plana · Valencia-Nord · Játiva · Villena · Elda-Petrel · Alicante/Alicante-Terminal · Elche Parque · Orihuela · Murcia del Carmen · Balsicas Mar Menor · Torre-Pacheco         | Tarragona · Salou · L'Aldea-Amposta-Tortosa · Tortosa · Vinaroz · Benicarló-Peñiscola · Benicàssim · Castellón de la Plana · Valencia-Nord · Játiva · Villena · Elda-Petrel · Alicante/Alicante-Terminal · Elche Parque · Orihuela · Murcia del Carmen · Balsicas Mar Menor · Torre-Pacheco         | Cartagena         |

### Csak nyáron közlekedő járatok
- Barcelona-Sants - Alcázar de San Juan
- Barcelona-Sants - Águilas
- Madrid-Chamartín - Águilas

### Megszűnt szolgáltatások
- Talgo Madrid - Santander
- Talgo Madrid - Gijón
- Talgo Madrid - Algeciras
- Talgo Madrid - Coruña/Pontevedra
- Talgo Madrid - Irun/Bilbao
- Talgo Madrid - Valladolid/Palencia
- Talgo Madrid - Cartagena
- Talgo Madrid - Granada
- Talgo Madrid - Burgos
- Talgo Alacant - Madrid
- Talgo Alacant - Sevilla
- Talgo Alacant - Coruña/Pontevedra
- Talgo Alacant - Irun/Bilbao
- Talgo Barcelona - Irun/Bilbao/Salamanca conocido Talgo Miguel de Unamuno
- Talgo Barcelona - Coruña/Vigo conocido Talgo Finisterre
- Talgo Barcelona - Gijón conocido Talgo Covadonga
- Talgo Barcelona - Cádiz conocido Talgo Triana
- Talgo Barcelona - Badajoz conocido Talgo Pullman Extremadura
- Talgo Zaragoza - Alacant
- Talgo Zaragoza - Madrid

### Megszűnt nemzetközi szolgáltatások
- Talgo Madrid - Párizs París-Madrid Talgo
- Talgo Barcelona - Párizs Barcelona Talgo
- Talgo Barcelona - Montpellier/Genf Catalán Talgo
- Talgo Madrid - Lisszabon Talgo Luis de Camoens
- Talgo Valencia - Montpellier Mediterráneo Talgo
- Talgo Cartagena/Lorca-Sutullena - Montpellier Talgo Mare Nostrum